# Żywiciel przejściowy
Żywiciel przejściowy – organizm, w którym przebywa pasożyt po opuszczeniu żywiciela pośredniego, ale przed wniknięciem do żywiciela ostatecznego.
Występuje w cyklu rozwojowym bruzdogłowca szerokiego – jest nim ryba zjadająca drobnego skorupiaka oczlika (będącego żywicielem pośrednim), zawierająca plerocerkoid.